# Keane Barry
Keane Barry (Duleek, 2002. június 25. –) ír dartsjátékos. 2016-tól 2020-ig a British Darts Organisation, majd 2020-tól a Professional Darts Corporation tagja. 2020-ban megnyerte a BDO ifjúsági világbajnokságát. Beceneve "Dynamite".

## Pályafutása

### BDO
Barry 2017-ben és 2018-ban is döntőzött a BDO World Youth Masters versenyen, mindkét mérkőzésen a döntő legben szenvedett vereséget. A 2018-as Finder Darts Masters tornán megnyerte a ifjúsági verseny döntőjét, miután 2–0-ra legyőzte Levy Frauenfeldert.
2019-ben megnyerte a World Youth Masters-t, legyőzve az angol Charlie Manbyt, akit 2017-ben és 2018-ban nem sikerült. Barry lett az első játékos, aki háromszor is döntőzött ezen a versenyen. Ezután megnyerte a 2019-es Junior Darts Corporation International Open-t, legyőzve a skót Nathan Girvant, valamint győzelmet aratott a Tom Kirby Irish Matchplay döntőjén Liam Gallagher ellen. Emellett kijutott a 2020-as PDC-dartsvilágbajnokságra is a valaha volt második legfiatalabb játékosként, de az első körben 3–0-ra kikapott Vincent van der Voorttól. A 2020-as BDO ifjúsági világbajnokság döntőjében 3–0-ás győzelmet aratott Leighton Bennett ellen.
Barry bejutott a 2019-es PDC ifjúsági világbajnokság elődöntőjébe is, ahol 6–2-re kikapott Luke Humphries-tól. 2020-ban a Junior Darts Corporation világbajnoka lett, a döntőben legyőzve Adam Gawlast.

### PDC
2020 januárjában Barry a PDC UK Q-School versenyen próbált meg először Tour Card-ot szerezni. A negyedik versenynapon bejutott a torna döntőjébe, ahol a kétszeres BDO-világbajnok Scott Waites-cel találkozott, és 5–0-ra elveszítette a mérkőzést. Ezután a 2020-as évet a Development Tour és a Challenge Tour sorozat versenyein töltötte, és a 20 állomásból 4-en döntőt játszott, amelyből 3 alkalommal győzött is. Eredményeinek köszönhetően Barry második lett a 2020-as Development Tour ranglistáján, amellyel megszerezte a két évre szóló PDC Tour Card-ját (2021–2022)
A 2022-es UK Open-en 10–4-re legyőzte a címvédő James Wade-et a negyeddöntőben, de az elődöntőben 11–6-ra kikapott Michael Smith-től.

## Világbajnoki szereplései

### PDC
- 2020: Első kör (vereség  Vincent van der Voort ellen 0–3)
- 2021: Első kör (vereség  Jeff Smith ellen 1–3)
- 2022: Második kör (vereség  Jonny Clayton ellen 2–3)
- 2023: Első kör (vereség  Grant Sampson ellen 1–3)
- 2024: Második kör (vereség  Michael van Gerwen 0–3)
- 2025: Második kör (vereség  Gerwyn Price ellen 0–3)

## Tornagyőzelmei
| PDC Challenge Tour - Challenge Tour (ENG): 2020 Youth events - JDC World Championship: 2019 - PDC Development Tour: 2020 (x2), 2022 (x3), 2024 (x3) - JDC International Open: 2019 | - Northern Ireland Matchplay: 2019 - Tom Kirby Memorial: 2019 Youth events - BDO World Youth Championship: 2020 - BDO World Youth Masters: 2019 - Finder Darts Masters: 2018 |

## Fordítás
Ez a szócikk részben vagy egészben  a   Keane Barry című angol Wikipédia-szócikk ezen változatának fordításán alapul.  Az eredeti cikk szerkesztőit annak laptörténete sorolja fel. Ez a jelzés csupán a megfogalmazás eredetét és a szerzői jogokat jelzi, nem szolgál a cikkben szereplő információk forrásmegjelöléseként.